# Erwin Leister
Erwin Georg Leister (* 8. November 1924 in Döringsdorf) ist ein deutscher Theaterschauspieler und Theaterregisseur, der von 1970 bis 1990 als Oberspielleiter an der Musikalischen Komödie in Leipzig tätig war.

## Leben und Wirken
In einer Lehrerfamilie großgeworden, wechselten mit dem Schuleinsatz des Vaters die Orte der Kindheit und Jugend zwischen Kirchworbis, Langensalza, Heiligenstadt und schließlich Erfurt, wo Erwin Leister das seit 1938 unter dem Namen Staatliches Langemarck-Gymnasium laufende Evangelische Ratsgymnasium Erfurt besuchte und auch seinen Klavierunterricht fortsetzte. Freiwillig zu den Fallschirmjägern gemeldet, absolvierte er die Ausbildung im Fliegerhorst Stendal-Borstel und in Zentralfrankreich. Am 7. Mai 1943 kam Leister als 18-jähriger verwundeter Fallschirmjäger im Dienstgrad Gefreiter in Tunesien in britische Kriegsgefangenschaft mit späterer Deportation nach Kanada. Bereits dort im Laientheater nutzte er die Möglichkeiten, sein darstellerisches Talent zu erproben.
Als er nach vier Jahren im Juni 1947 nach Deutschland zurückkehrte, begann er ein Schauspielstudium am Thüringischen Landeskonservatorium Erfurt und wurde im Oktober 1949 am Theater der Stadt Nordhausen als jugendlicher Held und Liebhaber, jugendlicher Bonvivant engagiert. Im Oktober 1952 wechselte er ans Theater der Stadt Zeitz und ab Herbst 1953 ans Theater der Stadt Greiz, wo er unter der Intendanz von Otto Ernst Tickardt die Chance bekam, sein Regietalent im gemeinhin belächelten Operettenfach zu beweisen. Weil Leister nicht nur Sänger besetzte, sondern auch geeignete Schauspieler der Sprechbühne, wie zum Beispiel Reimar Johannes Baur, Rolf Hoppe oder Annelene Hischer, bekamen seine Operetteninszenierungen eine darstellerische und inhaltliche Aufwertung. Nach Engagements ab 1956 an den Bühnen der Stadt Gera und ab 1959 an den Städtischen Theatern Karl-Marx-Stadt wurde er von Martin Eckermann für den Deutschen Fernsehfunk und dessen Hauptabteilung Dramatische Kunst angeworben, in deren Ensemble er ab August 1963 mit verschiedenen Regieaufträgen für Fernsehspiele und Theaterübertragungen bedacht wurde.
Ein besonderer Auftrag für Leister ergab sich im Zusammenhang mit Walter Ulbrichts erstem Staatsbesuch in einem nichtsozialistischen Land – vom 24. Februar bis 2. März 1965 – in der Arabische Republik Ägypten, bei dem die DDR dem Präsidenten Gamal Abdel Nasser zwar wenig materielle Hilfe anbieten konnte, aber durchaus Unterstützung mit Fachkräften. Als Nasser für die 1969 bevorstehenden Feierlichkeiten zu 1000 Jahre Kairo Regie-Bedarf signalisierte, sagte ihm Ulbricht die Entsendung geeigneter Theaterfachleute zu. Auf diese Weise verschlug es Erwin Leister auf Empfehlung des Kairoer ADN-Korrespondenten Hans Becker 1968 für zwei Jahre nach Ägypten, wo er als Regisseur zusammen mit dem Choreographen Dietmar Seyffert die Jubiläums-Revue Cairo in 1.000 Years im Mas’r El Ballon Theatre in Kairo vorbereitete und inszenierte. Im März 1970 kehrte Leister zusammen mit seiner Frau Jutta Eberhardt-Leister (1933–2011) und der 10-jährigen Tochter von Alexandria auf einem Frachtschiff des VEB Deutsche Seereederei Rostock nach Wismar in die DDR zurück.
Von 1970 bis 1990 prägte Erwin Leister als Oberspielleiter mit annähernd 50 Inszenierungen den Spielplan der Musikalischen Komödie in Leipzig-Lindenau, deren Operetten- und Musical-Repertoire er unter den Bedingungen der DDR-Kulturpolitik innovativ erweiterte. Von 1991 bis 2004 engagierte sich Leister als Dozent der Hochschule für Musik und Theater „Felix Mendelssohn Bartholdy“ Leipzig in der Fachrichtung Jazz/Popularmusik/Musical für die künstlerische Ausbildung des Musical-Nachwuchses. Bei der alljährlichen Eröffnungszeremonie der Leipziger Markttage betätigte sich Erwin Leister von 1991 bis 2012 als mit Rock und Dreispitz kostümierter, scharfzüngig conferencierender Marktmeister.

## Theaterinszenierungen (Auswahl)
- 1957: Isaak Ossipowitsch Dunajewski: Freier Wind, mit Helmut Polze, Rolf Hoppe u. a., Bühnen der Stadt Gera
- 1961: Alfred Berg, Hans Hardt / Gerd Natschinski: Servus Peter, Städtisches Theater Karl-Marx-Stadt, Uraufführung
- 1961: Ensio Rislakki / Jorma Panula: Eva, bist Du noch zu retten?, Städtisches Theater Karl-Marx-Stadt
- 1962: Thomas Brody: Man klatscht über Margit, Städtisches Theater Karl-Marx-Stadt
- 1965: Otto Schneidereit, Maurycy Janowski / Guido Masanetz: In Frisco ist der Teufel los, Städtisches Theater Leipzig / Kleines Haus
- 1965: Jens Gerlach / Günter Hauk: Der Knall, Städtisches Theater Karl-Marx-Stadt
- 1967: Wolfgang und Ilse Böttcher / Conny Odd: Irene und die Kapitäne, Städtisches Theater Leipzig / Kleines Haus
- 1968: Ignaz Schnitzer / Johann Strauss (Sohn): Der Zigeunerbaron, Theater der Bergarbeiter Senftenberg
- 1969: Salah Shahin: Cairo in 1.000 Years, zus. m. Dietmar Seyffert (Choreographie), Mas'r El Ballon (Ballontheater) Kairo
- 1970: Victor Léon, Leo Stein / Franz Lehár: Die lustige Witwe, Metropoltheater Berlin
- 1970: Karl Haffner, Richard Genée / Johann Strauss (Sohn): Die Fledermaus, Staatsoperette Warschau
- 1970: Helmut Bez, Jürgen Degenhardt / Gerhard Kneifel: Bretter, die die Welt bedeuten, Städtische Theater Leipzig / Musikalische Komödie
- 1971: Victor Léon, Leo Stein / Johann Strauss (Sohn): Wiener Blut, Städtische Theater Leipzig / Musikalische Komödie
- 1971: Helmut Bez, Jürgen Degenhardt / Alo Koll: Die Wette des Mister Fogg, Städtische Theater Leipzig / Musikalische Komödie, Uraufführung
- 1972: Franz Lehár: Zigeunerliebe, Städtische Theater Leipzig / Musikalische Komödie
- 1972: Klaus Eidam / Conny Odd: Ohlala Mademioselle, Städtische Theater Leipzig / Musikalische Komödie
- 1972: Franz Lehár: Das Mädchen aus Paris, Städtische Theater Leipzig / Musikalische Komödie
- 1973: Klaus Eidam / Rolf Zimmermann: Connie und der Löwe, Städtische Theater Leipzig / Musikalische Komödie
- 1973: Camillo Walzel, Richard Genée / Franz von Suppè: Boccaccio, Städtische Theater Leipzig / Musikalische Komödie
- 1973: Moritz West, Ludwig Held / Carl Zeller: Der Vogelhändler, Städtische Theater Leipzig / Musikalische Komödie
- 1974: Hector Crémieux, Ludovic Halévy / Jacques Offenbach: Orpheus in der Unterwelt, Städtische Theater Leipzig / Musikalische Komödie
- 1974: Maurycy Janowski / Conny Odd: Man liest kein fremdes Tagebuch, Städtische Theater Leipzig / Musikalische Komödie
- 1974: Leo Stein, Bela Jenbach / Emmerich Kálmán: Die Csárdásfürstin, Städtische Theater Leipzig / Musikalische Komödie
- 1975: Victor Léon, Heinrich von Waldberg / Richard Heuberger: Der Opernball, Städtische Theater Leipzig / Musikalische Komödie
- 1976: Ludwig Bender / Franz von Suppè: Banditenstreiche, Städtische Theater Leipzig / Musikalische Komödie
- 1976: Camillo Walzel, Richard Genée / Carl Millöcker: Der Bettelstudent, Städtische Theater Leipzig / Musikalische Komödie
- 1976: Heinrich Bolten-Baeckers / Paul Lincke: Frau Luna, Städtische Theater Leipzig / Musikalische Komödie
- 1977: Juri Blissejew: Der Wunderrubel, Puppentheater Berlin
- 1977: Leo Stein / Oskar Nedbal: Polenblut, Musikalische Komödie Leipzig
- 1978: Erik Charell, Jürg Amstein und Robert Gilbert / Paul Burkhard: Das Feuerwerk, Städtische Theater Leipzig / Musikalische Komödie
- 1979: Henri Meilhac, Albert Millaud / Florimond Hervé: Mam’zelle Nitouche, Städtische Theater Leipzig / Musikalische Komödie
- 1979: Guido Masanetz: In Frisco ist der Teufel los, Städtische Theater Leipzig / Musikalische Komödie
- 1979: Camillo Walzel, Richard Genée / Johann Strauss (Sohn): Eine Nacht in Venedig, Städtische Theater Leipzig / Musikalische Komödie
- 1980: Rolf Meyer, Günther Schwenn / Friedrich Schröder: Das Bad auf der Tenne, Städtische Theater Leipzig / Musikalische Komödie
- 1977: Klaus Fehmel / Alfred Könner: Weder Katz noch Maus, Staatliches Puppentheater Dresden
- 1980: Kurt Nachmann / Erwin Halletz: Die Gräfin vom Naschmarkt, Musikalische Komödie Leipzig, DDR-Erstaufführung
- 1981: Robert Blum, Ralph Benatzky: Meine Schwester und ich, Städtische Theater Leipzig / Musikalische Komödie
- 1981: Neil Simon, Dorothy Fields / Cy Coleman: Sweet Charity, Städtische Theater Leipzig / Musikalische Komödie
- 1982: Herbert Fields, Dorothy Fields / Irving Berlin: Annie get your gun, Städtische Theater Leipzig / Musikalische Komödie
- 1982: Rudolf Bernauer, Rudolf Schanzer / Walter Kollo, Willi Kollo: Wie einst im Mai, Städtische Theater Leipzig / Musikalische Komödie
- 1983: Friedrich Zell, Richard Genée / Carl Millöcker: Gasparone, Städtische Theater Leipzig / Musikalische Komödie
- 1983: Heinz Hall, Maurycy Janowski / Conny Odd: Gangster lieben keine Blumen, Städtische Theater Leipzig / Musikalische Komödie
- 1983: Robert Bodanzky, Bruno Hardt-Warden / Robert Stolz: Der Tanz ins Glück, Städtische Theater Leipzig / Musikalische Komödie
- 1984: Victor Léon, Leo Stein / Johann Strauss (Sohn): Wiener Blut, Städtische Theater Leipzig / Musikalische Komödie
- 1984: Gala der Operette, Städtische Theater Leipzig / Musikalische Komödie
- 1984: Theo Halton / Walter Kollo: Die wilde Auguste, Städtische Theater Leipzig / Musikalische Komödie
- 1985: Georg Okonkowski, Alfred Schönfeld, Robert Gilbert / Jean Gilbert: Die keusche Susanne, Städtische Theater Leipzig / Musikalische Komödie
- 1985: Oscar Hammerstein / Richard Rodgers: Oklahoma!, Städtische Theater Leipzig / Musikalische Komödie
- 1987: Moritz West, Ludwig Held / Carl Zeller: Der Vogelhändler, Städtische Theater Leipzig / Musikalische Komödie
- 1988: Alfred Grünwald, Fritz Löhner-Beda / Paul Abraham: Ball im Savoy, Städtische Theater Leipzig / Musikalische Komödie
- 1988: Leo Stein, Bela Jenbach / Emmerich Kálmán: Die Csárdásfürstin, Städtische Theater Leipzig / Musikalische Komödie
- 1989: Walter und Willi Kollo: Was eine Frau im Frühling träumt, Städtische Theater Leipzig / Musikalische Komödie
- 1989: Friedrich Schröder: So stell' ich mir die Liebe vor, mit Fritz Hille, Metropoltheater Berlin
- 1989: Henri Meilhac, Ludovic Halévy / Jaques Offenbach: Die schöne Helena, Städtische Theater Leipzig / Musikalische Komödie[6]
- 1990: Friedrich Zell, Richard Genée / Carl Millöcker: Gasparone, Landestheater Detmold
- 1990: Robert Bodanzky, Alfred Maria Willner / Franz Lehár: Der Graf von Luxemburg, Saarländisches Staatstheater Saarbrücken
- 1993: Neil Simon, Dorothy Fields / Cy Coleman: Sweet Charity, Hochschule für Musik und Theater Leipzig
- 1994: Samuil Marschak: Das Katzenhaus, Puppentheater Zwickau
- 1996: Alfred Könner: Die Zauberlaterne, Puppentheater Zwickau
- 1997: Johann Nepomuk Nestroy: Der böse Geist Lumpazivagabundus oder Das liederliche Kleeblatt, Puppentheater Zwickau
- 1999: Hans Christian Andersen: Das Feuerzeug, Puppentheater Zwickau
- 2005: Samuil Marschak: Das Katzenhaus, Puppentheater Zwickau

## Fernsehen (Auswahl)
- 1961: Joe wird es schaffen, Fernsehspiel von John Wexley mit Berthold Schulze, Ruth Glöss, Dieter Franke u. a. – Regie
- 1962: Eva, bist Du noch zu retten?, Musical von Ensio Rislakki, Übertragung aus Karl-Marx-Stadt – Inszenierung
- 1963: Tresorknacker, Crimical von Kurt Belicke – Inszenierung
- 1964: Hoffmann hat nicht nur erzählt, Fernsehspiel von Helmut Groß mit Hans Knötzsch, Helmut Straßburger u. a. – Inszenierung
- 1965: Messeschlager Gisela, Operette von Jo Schulz und Gerd Natschinski mit Annegret Golding, Gerd Ehlers u. a. – Inszenierung
- 1965: Ein toller Einfall oder Das Schicksal geht seltsame Wege, Schwank von Carl Laufs mit Eckart Friedrichson, Hans Knötzsch u. a., Übertragung aus dem Wismut-Kulturpalast Zinnowitz – Regie
- 1965: Keine Angst – Nur Probe, Silvester-Revue von Wolfgang Schlase und Erwin Leister, mit Eckart Friedrichson, Hans-Joachim Preil, Horst Torka u. a. – Inszenierung, Aufzeichnung vom 16. Oktober in der Messehalle 17, Leipzig
- 1966: Drei leichte Fälle, Lustspiel von Brocke und Bannermann mit Eva-Maria Hagen, Rolf Herricht, Herbert Köfer u. a. – Regie, Übertragung einer öffentlichen Aufführung aus dem Theater Luckenwalde
- 1966: Sein bestes Stück, musikalisches Fernsehspiel von Georg Szinetár, Georg Behar – Regie
- 1966: In Frisco ist der Teufel los, Operette von Guido Masanetz und Otto Schneidereit, Aufführung des Kleinen Haus Leipzig – Inszenierung
- 1966: Wer einmal liebt, dem glaubt man nicht …, Revue von Heinz Kahlow – Regie
- 1966: Himmel, so ein Theater!, Operettenrevue von Jutta Eberhardt und Burkart Hernmarck und Erwin Leister
- 1974: Die Wette des Mister Fogg, Musical von Helmut Bez, Jürgen Degenhardt / Alo Koll, Aufzeichnung der Aufführung der Musikalischen Komödie Leipzig – Inszenierung[7]

## Bücher
- Erwin Leister: Im Galopp durch die geschenkte Zeit – Ich wollte den Krieg gewinnen. Autobiografische Reportage. Books on demand, Norderstedt 2009, ISBN 978-3-8391-2050-7.
- Erwin Leister: Ungeschminkt – Im Galopp durch die geschenkte Zeit, Teil II. Autobiografische Reportage. Books on demand, Norderstedt 2017, ISBN 978-3-7448-9106-6.
- Erwin Leister: Gedankensplitter, Querbeet. Books on demand, Norderstedt 2020, ISBN 978-3-7519-8916-9.